# Korgen
Korgen è un centro abitato situato nel comune di Hemnes, nella contea di Nordland in Norvegia. Già comune autonomo, separato da Hemnes il 1º luglio 1918 venne nuovamente unito il 1º gennaio 1964.
Korgen è il centro amministrativo del comune ed è collegata via terra tramite la Strada europea E06 a Mo i Rana e Mosjøen, la strada statale 806 la collega con il centro abitato di Bleikvassli. A Korgen si trova l'estremo orientale del tunnel Korgfjell che attraversa la catena montuosa Korgfjell. 
Vi si trova una chiesa di legno risalente al 1863 costruita su progetto di Andreas Grenstad.